# Тартар (језеро)
Језеро Тартар (арап. بحيرة الثرثار) је вештачко језеро које се налази 120 километара северно од Багдада између река Тигар и Еуфрат. Jезеро је испуњено водом 1956. године.

## Одлике
Тартар покрива приближно 2.050 квадратних километара површине, тече од централних и источних делова Синџар планине и суседних брда, а дно му је 3 m изнад нивоа мора. Максимална дужина и ширина депресије су 120 и 48 km на својим најдаљим тачкама. Источни обод депресије је већи од западног, висине оба обода су 90 метара и 75 метара. Тартар увала формирана је током холоцена, углавном крашким процесом, услед растварања гипсаних стена планинске формације Фатха.
Године 1956., јужни део Тартар низије је претворен у вештачки резервоар за прикупљање плавне воде реке Тигар. Вода се улива преко вештачког улазног канала по имену Тартар канал. Канал преусмерава надолазећу воду, помоћу речне бране Самара. Канал се спаја са језером на југоисточној обали.
Језеро има вештачки одливни канал под називом Таксим Тартар, који воду спроводи директно до реке Еуфрат. Канал, на свом 28. km од настанка, спаја се са рукавцем Тигра и враћа воду назад у реку Тигар.

## Сврха
Главна сврха језера Тартар је прикупљање вишка воде из реке Тигар током сезоне поплава и допуњавање воде у рекама Тигар и Еуфрат у сушним периодима. Штавише, језеро има за циљ испирање соли из прикупљене воде, помоћу сталног природног прилива нове воде.

## Флора и фауна
Језеро Тартар и околна подручја се сматрају једним од најважнијих пашњака у Ираку, укључујући и широка поља пшенице и кукуруза која прекривају долину. На овом подручју се могу наћи многе врсте животиња и вегетације.

### Птице
Језеро Тартар се сматра главним зимовалиштем за многе угрожене врсте птица селица, као што су Степски соко (Falco cherrug), Арапска хубара (Chlamydotis macqueenii), Степска калуђерица (Vanellus gregarius) и други.
На територији језера уочене су 54 врсте птица, као: Степска еја (Circus macrourus), Модроврана (Coracias garrulus) и Муљача (Limosa limosa) (сви су скоро угрожени таксони), које су забележене у пролазу, као и ендемска врста Месопотамска врана (Corvus cornix capellanus) чије је ово природно станиште.

### Сисари
Обични шакал (Canis aureus) виђен је редовно на овом подручју. Пругаста хијена (Hyaena hyaena) и Каракал (Caracal caracal) су примећени од стране локалног становништва на обалама језера. Уочене су и многе врсте гмизаваца, као што су Медитерански кућни геко (Hemidactylus turcicus) и Египатски бодљорепи гуштер (Uromastyx aegyptia).

### Рибе
До сада је у језеру примећено 10 врста риба, међу којима су: Aspius vorax, Luciobarbus xanthopterus, B.luteus, B. sharpeyi, златни караш (Carassius auratus), Cyprinion kais, шаран (Cyprinus carpio), Месопотамски сом (Silurus triostegus), Chondrostoma regium и Liza abu.

### Биљке
Језеро и околина обрасли су са око 38 врста биљака. Четири главне врсте станишта уочене у области Ал-Тартар језера су:
- Водена стајаћа вегетација,
- Вегетација у плавној зони,
- Мочварна вегетација,
- Сувоземна вегетација.